# Széchenyi István tér (Budapest)
A Széchenyi István tér  Budapest V. kerületében, a Lánchíd pesti lábánál fekszik, a Duna-parti világörökségi helyszín része.
Itt található a Magyar Tudományos Akadémia épülete (9.), a Roosevelt Irodaház (7–8.), a Gresham-palota (5–6., ma: Four Seasons Hotel Gresham Palace), a Belügyminisztérium (3–4., főbejárata a József Attila utcából) és a Sofitel Budapest Chain Bridge szálloda (2.).
A teret kitöltő park északi részén Széchenyi István, déli részén Deák Ferenc, az MTA épülete előtt pedig Szarvas Gábor szobra áll. A Kossuth Lajos tér felé vezető rakparton a Cipők a Duna-parton c. emlékmű látható.
A térről nyílik (az óramutató járása szerint, északról délre haladva) a Széchenyi rakpart, az Akadémia utca, a Zrínyi utca, a Mérleg utca, a József Attila utca, a Dorottya utca, az Apáczai Csere János utca, valamint a közvetlenül szomszédos Eötvös tér, amely egyben a Petőfi térig húzódó Dunakorzó határa (ez a Belgrád rakpart északi része), délen pedig folytatódik a Pesti alsó rakpart.
Közösségi közlekedéssel a 2-es, a 2B és a 23-as villamossal, valamint a 16-os, a 105-ös, a 178-as és a 216-os busszal közelíthető meg. Az éjszakai órákban a 916-os és a 990-es busszal érhető el.

## Korábbi nevei
Korábban, a 18. század elején Ács tér néven volt ismert, majd 1847-ben Kirakodó tér vagy Rakpiac, nem sokkal később Lánchíd tér, majd a század végén Ferenc József tér. 1918-ban Október 29. tér, 1919 és 1946 között újra Ferenc József tér, majd 2011. május 5-ig Roosevelt tér, Franklin D. Rooseveltre emlékezve.

## Korábbi épületei
A Roosevelt Irodaház helyén 1980-tól 2005-ig a Spenótház állt, előzőleg pedig az Európa Szálló (1830-tól 1962-ig), amelyet az Ullmann- és a Wieser-házból alakítottak ki. A Belügyminisztérium helyén a 20. század elejéig a Diana fürdő állt, a Sofitel szálló pedig Atrium Hyatt néven nyitott meg 1982-ben a Lloyd-palota helyén, amely 1830-ra készült el, de az 1944–45-ös ostromban elszenvedett sérülések miatt 1948-ban  lebontották.
A Kirakodó-tér, illetve Rakpiac-tér arculatát eredetileg csupa Hild József tervezte épület határozta meg, így – délről észak felé haladva – a Heinrich-ház (1827–28), a Pesti Polgári Kereskedelmi Testület székháza (más néven Kereskedelmi Csarnok, később Lloyd-palota, 1827; az első pesti tőzsde is itt működött), a Diana fürdő (1822), a Libaschinszky–Koburg-palota (1825), az Ullmann-ház (1834), a Wieser-ház (1837) és a Tänzer-ház (1836–37). Közülük mára csak a Tänzer-ház maradt meg (Akadémia u. 3., az Arany János utca sarkán).

## Képek

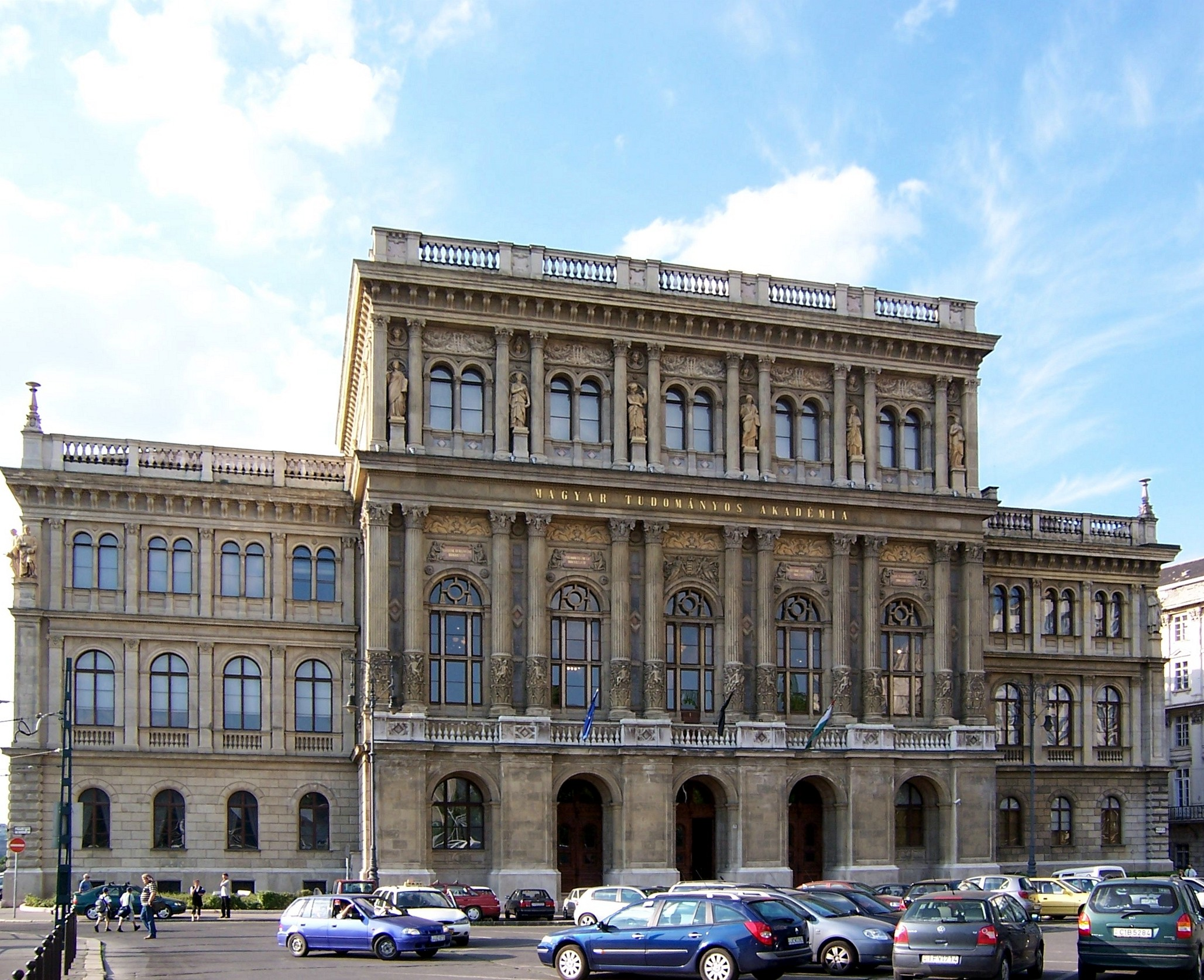
A Magyar Tudományos Akadémia székháza
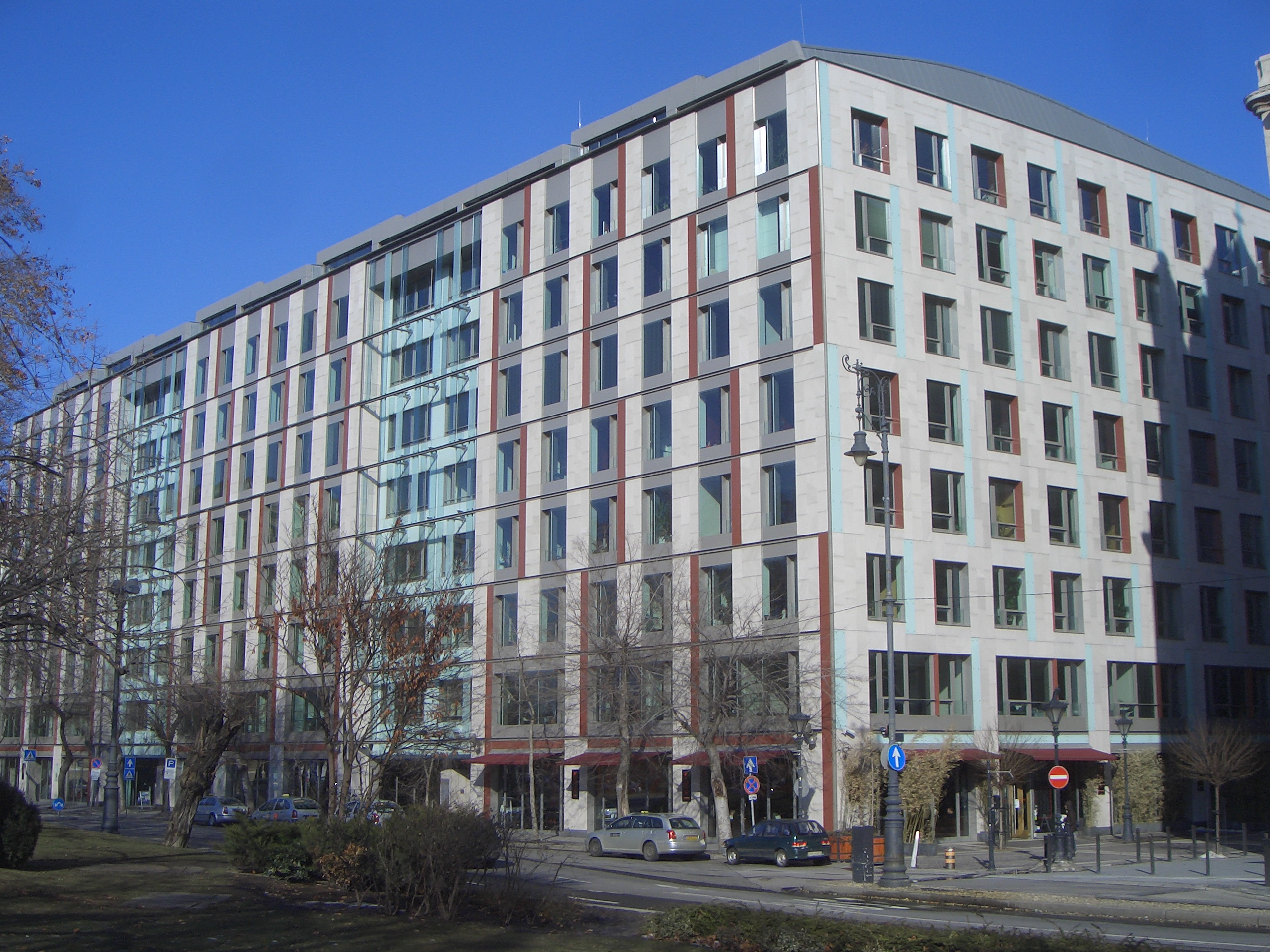
Roosevelt irodaház
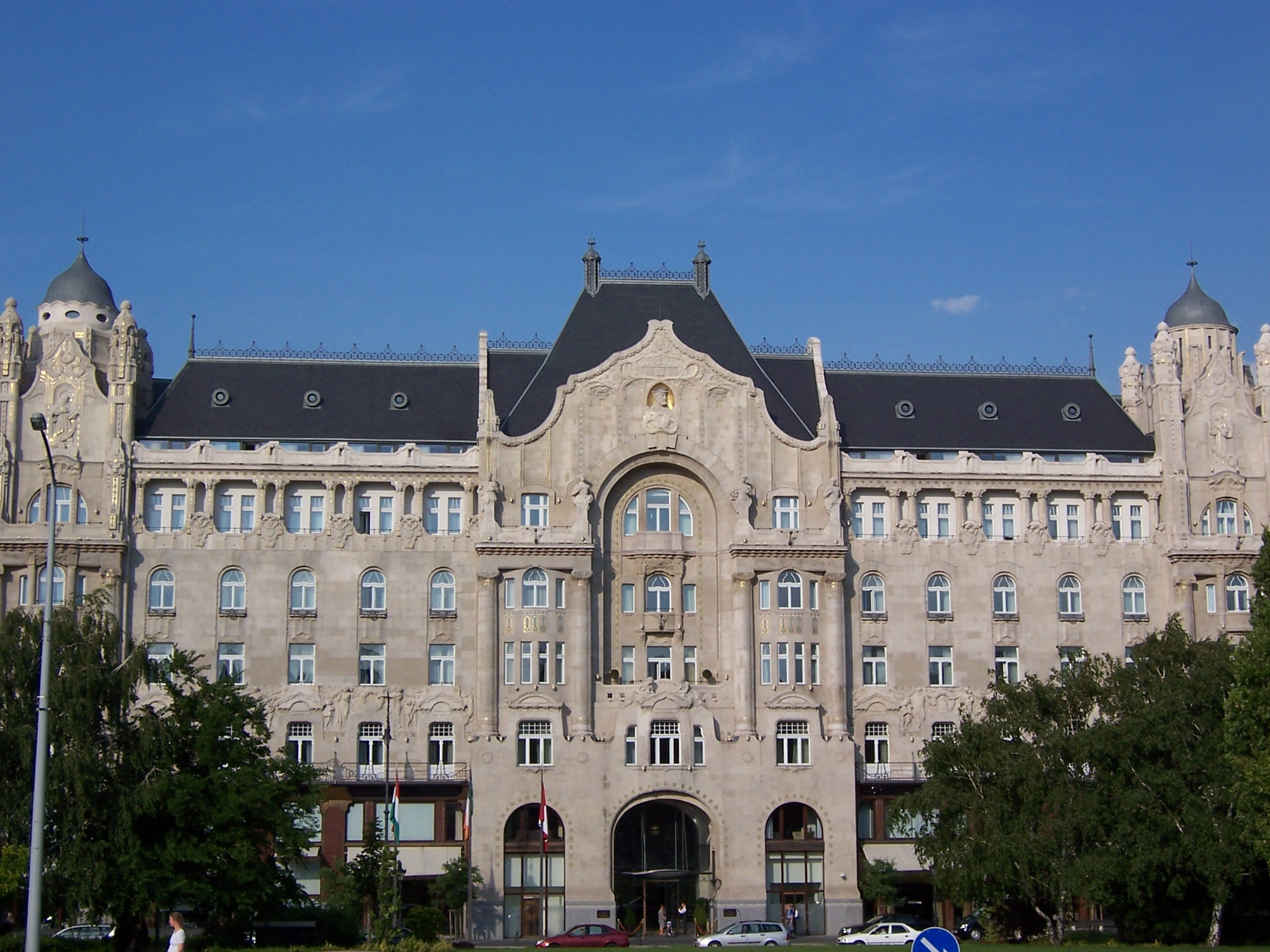
Gresham-palota
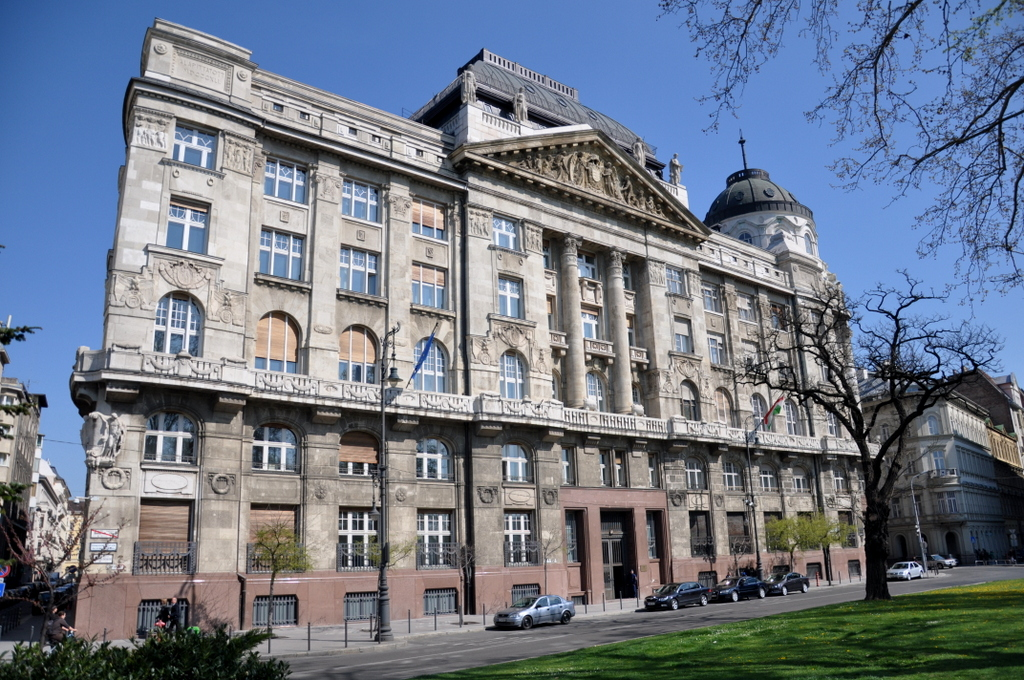
A Belügyminisztérium épülete
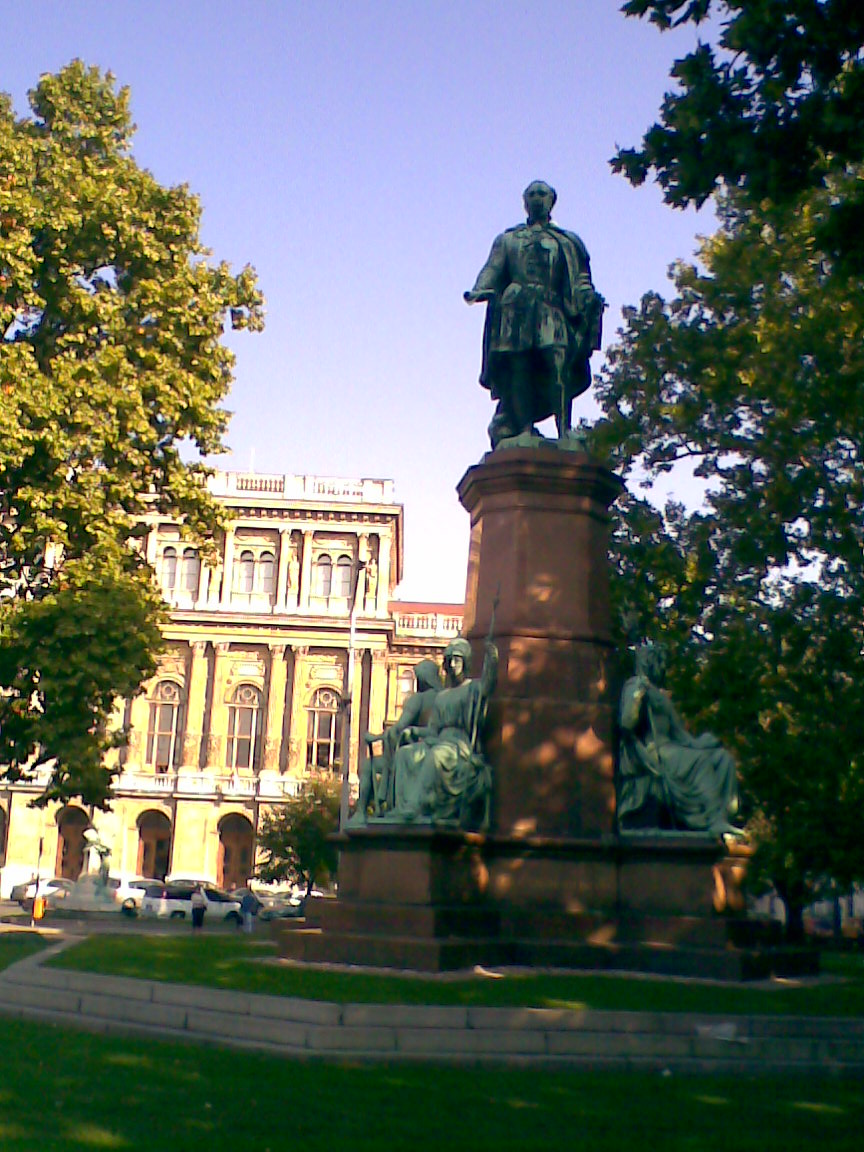
Széchenyi István szobra az MTA palotája előtt
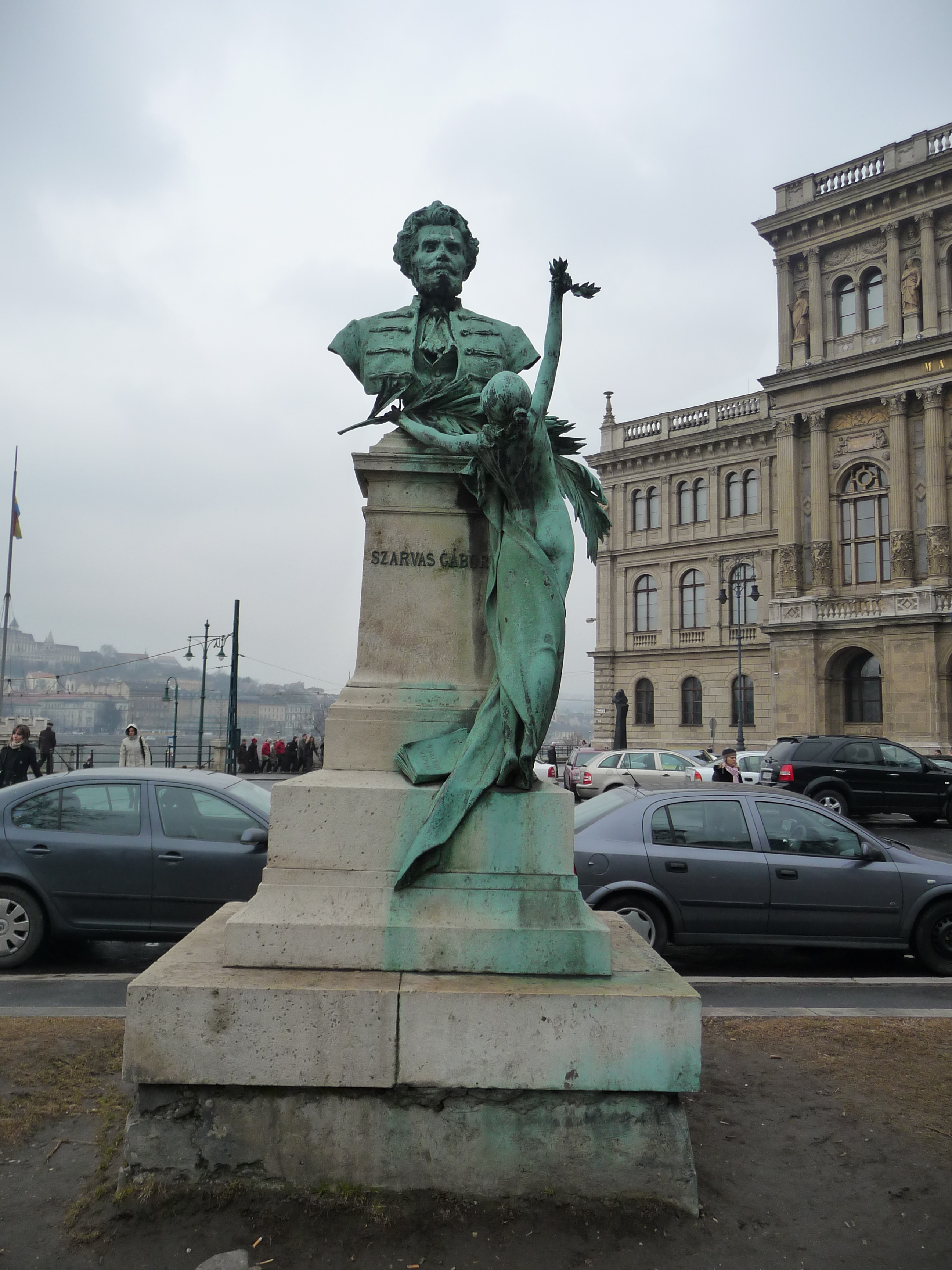
Szarvas Gábor szobra